# Gunnlaugr Ormstunga
Gunnlaugr Ormstunga (nórdico antiguo: Gunnlaugur ormstungu Illugason, 983 - 1008) fue un vikingo y escaldo islandés del clan familiar de los Gilsbekkingar. Su vida se describe en la saga de Gunnlaugs ormstungu, donde se han preservado varios de sus poemas.
A edad temprana demostró ser impetuoso, audaz, valiente, y resistente. Era un autor experto de poemas despectivos, por lo que ganó el apodo "addertongue" y "ormstunga" (lengua de serpiente).
Tras una trifulca con su padre, Illugi Hallkelsson, Gunnlaugur abandonó su hogar a la edad de doce años y permaneció algún tiempo en Borg con Þorsteinn Egilsson, hijo de Egill Skallagrímsson. Allí, se prendó de la hija de Þorsteinn, Helga la Hermosa, reputadamente la mujer más hermosa en Islandia. Su cabello era tan abundante que podía esconderse en su interior.
Cuando Gunnlaugur cumplió dieciocho, marchó al extranjero. En aquel momento, Helga ya era su prometida, bajo la condición que no esperaría más de tres años a Gunnlaugur. Visitó Noruega, Inglaterra, Irlanda, Orcadas y Suecia. En Suecia, permaneció con el rey Olaf Skötkonung, y conoció a su contrincante, el campeón y también escaldo islandés Hrafn Önundarson.
Tardó cuatro años (1005) Gunnlaugur en regresar a Islandia y reunirse con Helga. Como Gunnlaugur había alargado su estancia en el exterior más de los tres años acordados, Helga fue obligada a un infeliz matrimonio de conveniencia con el rival de su prometido Hrafn. Gunnlaugur y Hrafn se encontraron en el Althing (asamblea de hombres libres) islandés en el 1006 y Gunnlaugur retó a Hrafn a un holmgang. El duelo acabó en tablas, y fue el último autorizado en el país. El holmganga fue abolido por ley.
Para solucionar su disputa de una vez y con sangre, los dos rivales se encontraron en Noruega, en la primavera de 1008. Gunnlaugur derrotó a Hrafn, pero fue mortalmente herido. Tras un breve periodo, murió a la edad de 25 años. Helga volvió a casarse, pero nunca se recuperó de la muerte de Gunnlaugur. Su mayor placer era reposar sus ojos en un suntuoso manto que Gunnlaugur le había regalado. Una noche, mientras descansaba su cabeza en el hombro de su marido, extendió el manto frente a ella y lo observó durante un tiempo. Más tarde, ella se dio la vuelta en el abrazo de su marido y murió.